# Nemegtosauridae
Nemegtosauridae (nemegtosauridi; „ještěři ze souvrství Nemegt“) je čeleď sauropodních dinosaurů z kladu Titanosauria a Lithostrotia. Její zástupci žili v období rané až pozdní křídy (před 120 až 66 miliony let) na území dnešního Mongolska a Brazílie. V současnosti do této čeledi řadíme tři rody sauropodů, a to Nemegtosaurus, Quaesitosaurus a Tapuiasaurus. Klad stanovil roku 1995 britský badatel Paul Upchurch. Rod Nemegtosaurus však může být ve skutečnosti totožný s rodem Opisthocoelicaudia, známým ze stejných sedimentů.

## Popis

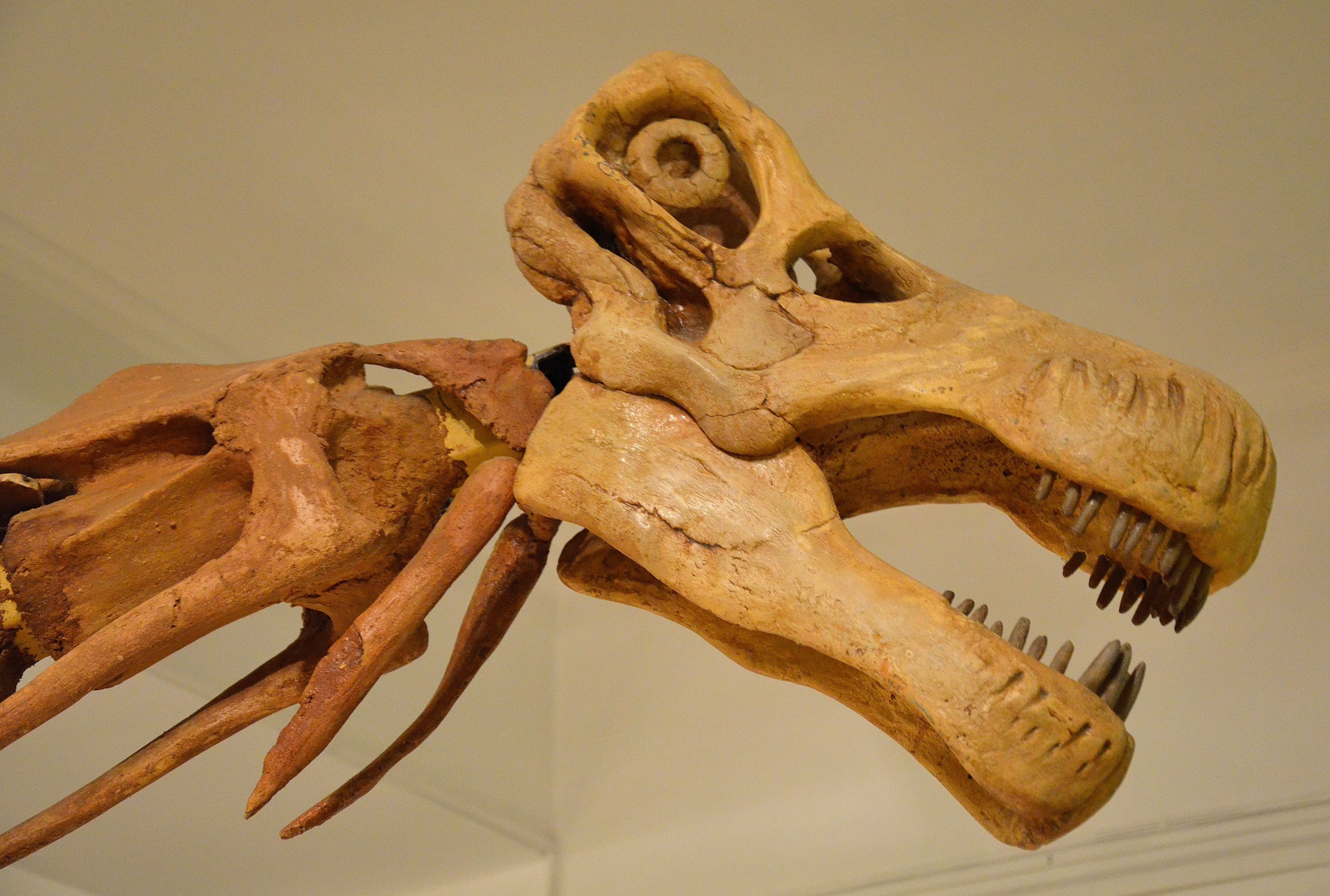
Rekonstruovaná lebka rodu Nemegtosaurus.

Přesnější rozměry těchto dinosaurů nejsou vzhledem k fragmentárnosti fosilního materiálu zcela jisté, jednalo se však spíše o menší až středně velké sauropody. Mohli však dosahovat přibližně hmotnosti slona afrického. Jinak byli nemegtosauridi klasičtí titanosaurní sauropodi, s mohutnými trupy, dlouhými krky a ocasy a relativně malými hlavami.
Fosilní zub z úzkou korunkou, objevený v souvrstvích Udurčukan a Blahoveščensk v Amurské oblasti na ruském Dálném východě je morfologicky velmi podobný zubům rodu Nemegtosaurus a mohl patřit zástupci blízce příbuzného (nebo identického) rodu sauropodního dinosaura.